# Poutní cesta z Březnice na Svatou Horu u Příbrami
Poutní cesta z Březnice na Svatou Horu u Příbrami spojuje bývalou jezuitskou rezidenci v Březnici s poutním místem na Svaté Hoře. Na Svatou Horu k pramenu chodili poutníci od 14. století. Od 17. století byly poutě vedeny k sošce Svatohorské Madony, jejíž původ je kladen do období vlády Karla IV. Do povědomí lidí se Svatá Hora dostala po roce 1632, kdy zde došlo k zázračnému vyléčení slepého žebráka Jana Procházky. Kaple poutní cesty č. II je chráněná jako kulturní pamáítka České republiky.

## Historie

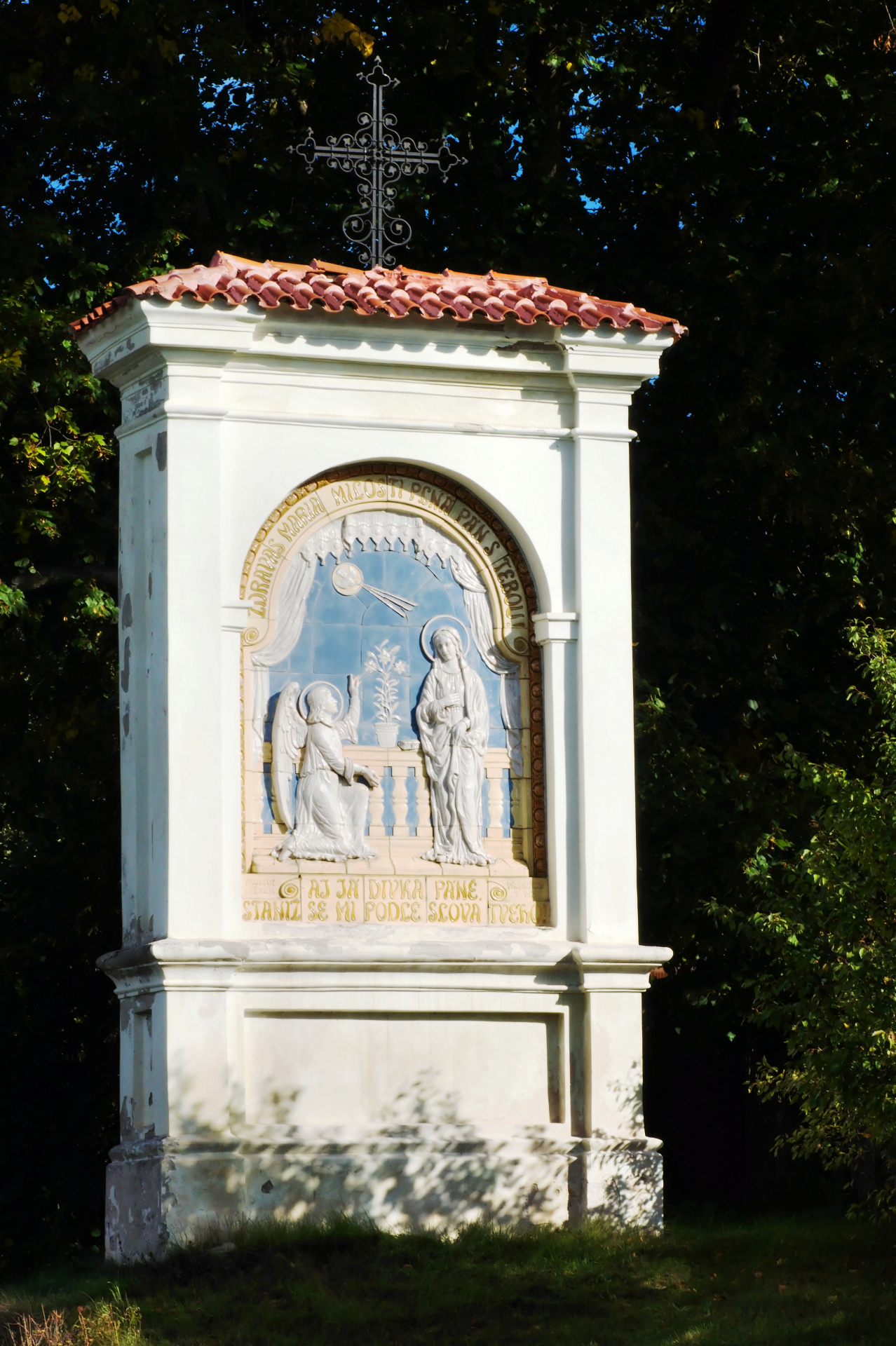
II. kapli poutní cesty ozdobil v roce 1929 Václav Fürst

Po bitvě na Bílé hoře se novým majitelem konfiskovaného panství v Březnici stal Přibík Jeníšek z Újezda, který při rekatolizaci přivedl roku 1630 do města jezuity. Ti zde založili kolej s kostelem svatého Františka Xaverského a svatého Ignáce z Loyoly. Stavba jezuitské rezidence započala v roce 1638. Roku 1642 byla přerušena výstavbou chrámu, která trvala sedm let. Rezidence byla poté dokončena roku 1652. Staviteli byli Carlo Lurago a jeho bratr Martin.

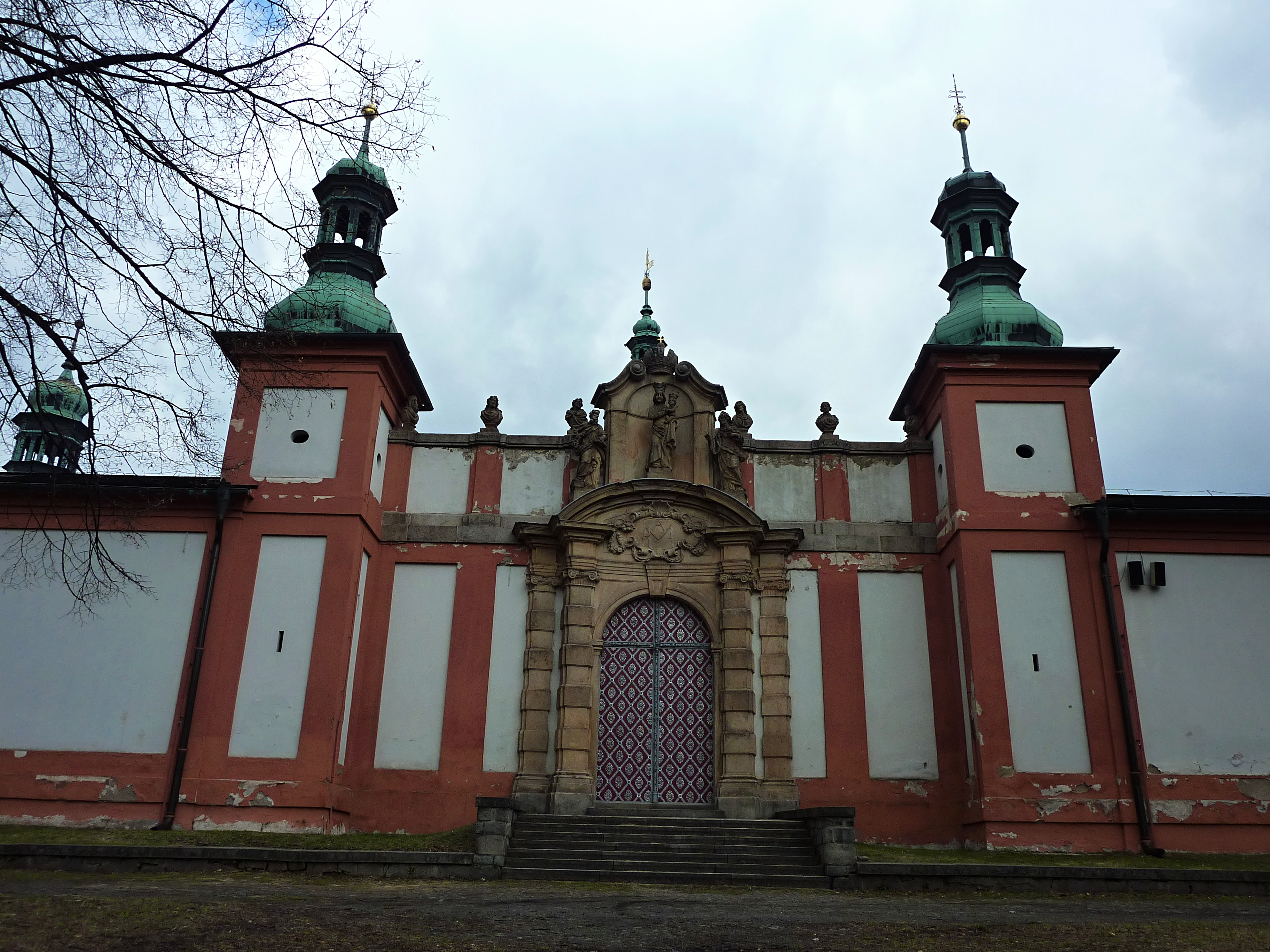
Březnická brána na Svaté Hoře

Děkan v Příbrami přiváděl procesí na Svatou Horu v průběhu třicetileté války pouze čtyřikrát ročně z důvodu nedostatku duchovních. Po dlouhém jednání a za velkého odporu příbramských radních byla správa Svaté Hory svěřena na základě dekretu Ferdinanda III. z roku 1647 březnickým jezuitům. V jejich opatrovnictví zůstala až do zrušení řádu v roce 1773. Předání správy poutního místa se stalo 24. srpna 1647 za přítomnosti dvou hejtmanů podbrdského kraje Adama Leopolda Vratislava z Mitrovic a Vladislava Chlumčanského z Přestavlk, příbramského děkana Vojtěcha Klinkoviče a zástupce pražského arcibiskupa Vavřince Ratzingera, za březnickou kolej přijal dekret rektor koleje Jiří Pfefferkorn spolu se čtyřmi bratry.
Z Březnice jezuité spravovali Svatou Horu, pořádali poutě a roku 1649 nechali podél cesty do Příbrami vystavět 16 křížů, které byly od sebe vzdáleny „na 15 minut chůze“ – 700 až 1100 metrů. Později byly na místě křížů vystavěny zděné oboustranné výklenkové kaple. Jejich průměrný rozměr je 520 x 300 x 120 cm.
Kaple mají základy z lomového kamene, na kterém je podezdívka z opracovaných kamenných kvádrů, vyzdění je z dobře pálených příbramských cihel s vyklenutou hlavní římsou a stříškou z prejzů.  Na patnácti z nich byly obrazy znázorňující tajemství růžence (radostný, bolestný a slavný).

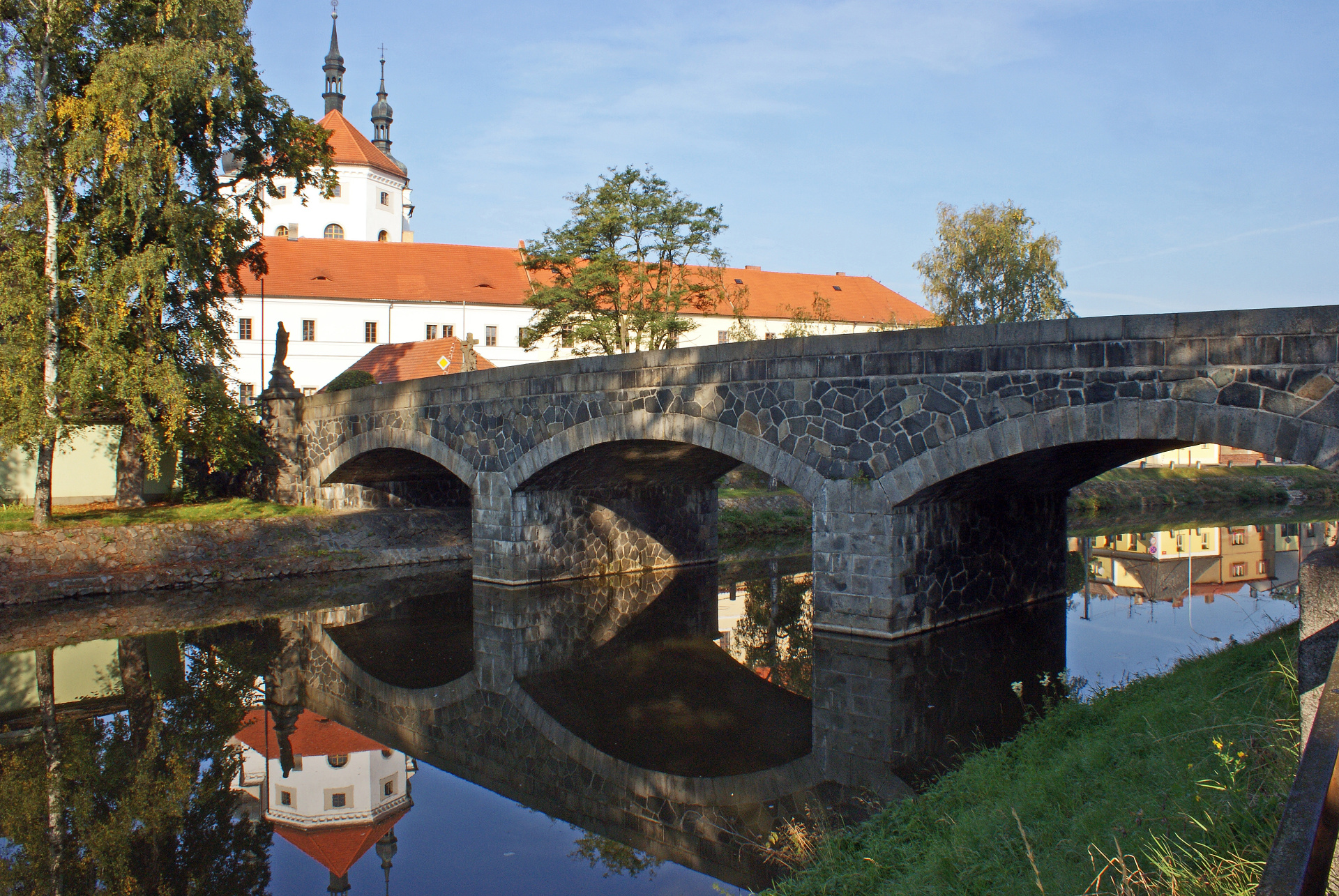
Kamenný most přes Vlčavu

Tyto výjevy byly vyobrazeny ve výklenku na jedné straně kaple, na protilehlém výklenku, směrem k cíli cesty, byly vyobrazeni čeští patroni. Svatému Václavu byla zasvěcena druhá kaple, o zasvěcení dalších kaplí informace nejsou. Kaplí se dochovalo osm. O stejném počtu psal už v roce 1899 březnický děkan P. Tomáš Fabian.
Všechny kaple byly do roku 2014 postupně opraveny obcemi, ke kterým náležejí. Financování pěti obrazů do kapliček se ujal Nadační fond pro Březnici. Obrazy mají být dokončeny do konce roku 2015.
Poutní cesta dlouhá 16 kilometrů vedla přes kamenný most nad říčkou Vlčavou na Chrást, Modřovice, Třebsko, Narysov a Zdaboř do Příbrami. Odtud pokračovala ke klášteru buď přes centrum Příbrami a nahoru po cestě Mariánské údolí k jezuitské rezidenci a hlavní bráně nebo ze strany Březnické brány a Březnické kaple cestou Svatohorská alej.

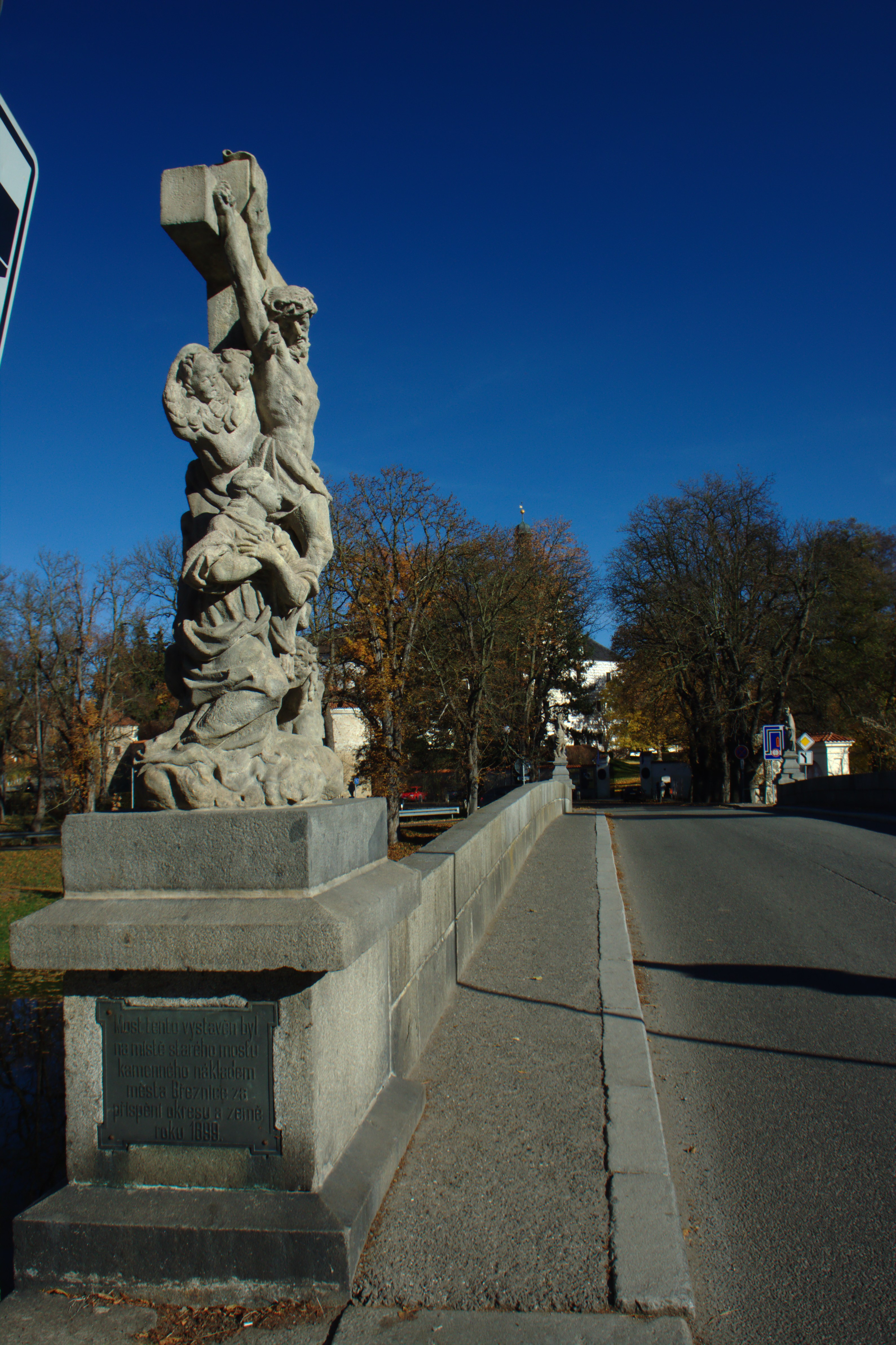
Březnice, most Ludvíka Kuby, I. kaple na druhém konci mostu vpravo vzadu

## Kaple
- I. kříž (kaple) dochovaná kaple, stojí v Březnici u kamenného mostu vpravo. Donátor: Přibík Jeníšek z Oujezda, pán na Březnici. Kříž představoval obsah celého růžence, v obraze růžencové Panny Marie, po jejích stranách sv.Dominika a sv.Teresii. Kaple je dnes zapuštěna do země, do výšky asi 1 metr je obestavěna zdí a schodištěm dolů do parku. Obraz v kapličce byl obnoven a znovu vysvěcen v létě 2006. Má stejný námět jako ten dřívější, který je znám pouze ze starých fotografií. Výtvarný návrh je od akademické malířky Mgr. Jarmily Macháčkové, která obraz na místě malovala.[6] Souřadnice: 49°33′25″ s. š., 13°57′16″ v. d.
- II. kříž (kaple) dochovaná kaple, stojí v katastru Březnice, za městem vpravo. Donátor: Jan starší z Talemberka. Kříž představoval Zvěstování Panny Marie, zasvěcení bylo svatému Václavovi. Kaple byla opravena roku 1929 a ozdobena keramickými reliéfy Václava Fürsta. Roku 2014 opravena z rozhodnutí města Březnice.[7] Kaplička je od 3. 5. 1958 Kulturní památkou.[8] Souřadnice: 49°33′48″ s. š., 13°57′21″ v. d.
- III. kříž (kaple) dochovaná kaple, stojí v katastru Březnice, u silnice vpravo, před sadem. Donátor: městská rada v Březnici. Kříž představoval Navštívení Panny Marie. Roku 2014 byla kaple opravena.[9] Souřadnice: 49°34′21″ s. š., 13°57′27″ v. d.

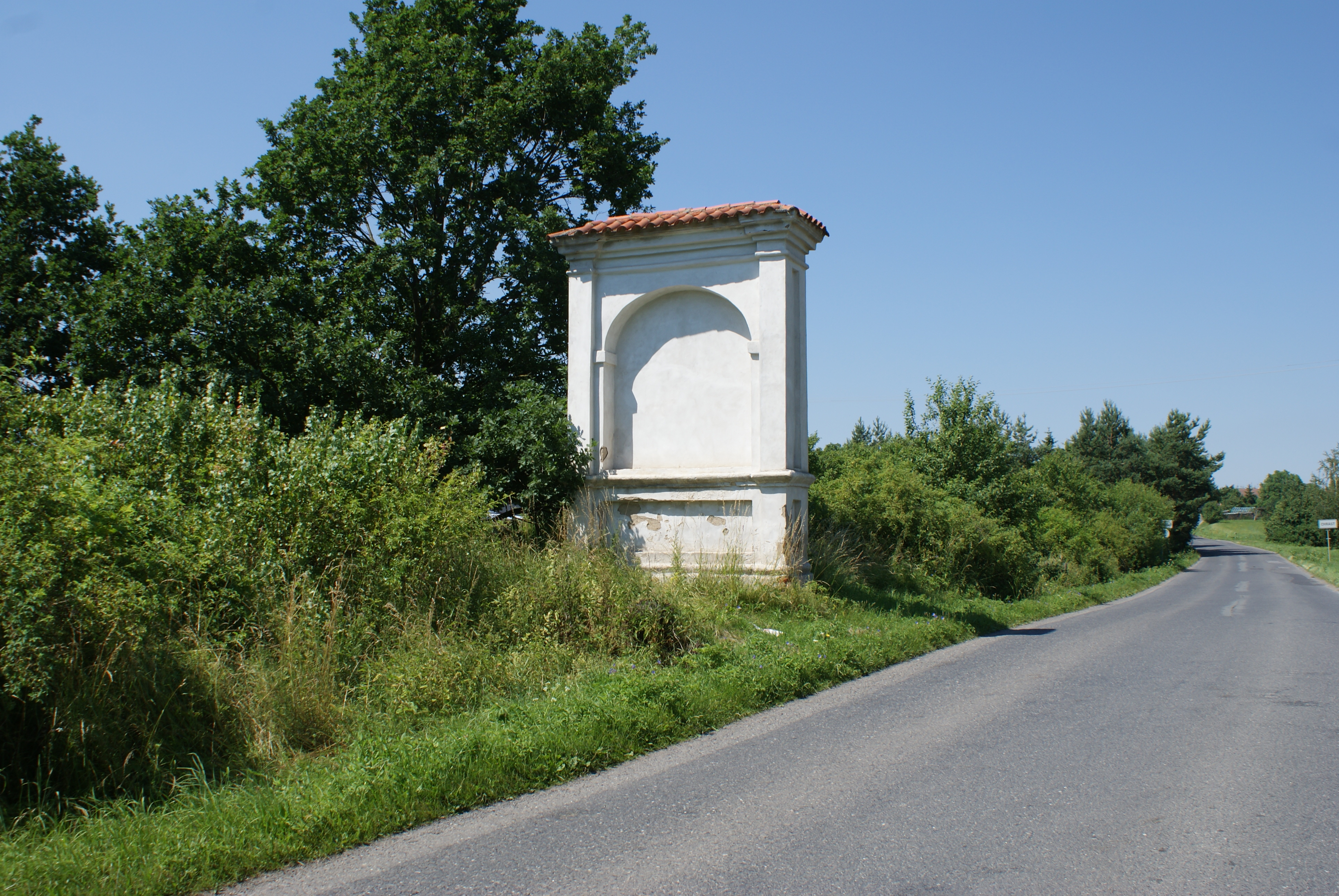
V. kaple, před obcí Chrást

- IV. kříž (kaple) dochovaná kaple, stojí v katastru Horčápsko, před Višňovkou, poblíž skládky odpadů. Kříž představoval Narození Páně. Donátor: Ondřej Renc, hejtman březnický. Souřadnice: 49°34′54″ s. š., 13°57′24″ v. d.

- V. kříž (kaple) dochovaná kaple, stojí v katastru Chrást, před obcí vlevo. V roce 2014 byla opravena. Donátor: Ignác Vrabský, pán v Drahenicích. Kříž představoval Obětování Panny Marie. Souřadnice: 49°35′26″ s. š., 13°57′23″ v. d.
- VI. kříž (kaple) dochovaná kaple, stojí v katastru Chrást, za obcí vpravo, asi 6 metrů v poli. Donátor: Jakub Bohutínský a Jan Zelený, měšťané v Březnici. Kříž představoval Dvanáctiletého Ježíše v Chrámě. Souřadnice: 49°36′4″ s. š., 13°57′33″ v. d.
- VII. kříž (kaple) dochovaná kaple, stojí v katastru Modřovice, za rybníkem a potokem Modřejka, vpravo, za ohybem cesty. Donátor: paní Ludmila z Oujezda, rozená Talemberková. Kříž měl obraz Krista Pána, krví se potícího. Roku 2014 byla kaple opravena.[10] Souřadnice: 49°36′39″ s. š., 13°57′39″ v. d.
- VIII. kříž (kaple) zaniklé zastavení. Donátor: paní Ludmila z Oujezda, rozená Talemberková. Kříž měl obraz Krista Pána bičovaného.[11] Pravděpodobné souřadnice: 49°36′59″ s. š., 13°57′46″ v. d.
- IX. kříž (kaple) dochovaná kaple, stojí v katastru Třebsko, na začátku obce vlevo. Roku 2008 byla opravena z rozhodnutí obce Třebsko.[12] Donátor: paní Ludmila z Oujezda, rozená Talemberková. Kříž měl obraz Krista Pána trním korunovaného. Souřadnice: 49°37′22″ s. š., 13°58′3″ v. d.
- X. kříž (kaple) zaniklé zastavení. Donátor: paní Ludmila z Oujezda, rozená Talemberková. Kříž měl obraz Krista Pána nesoucího kříž.
- XI. kříž (kaple) zaniklé zastavení. Donátor: paní Ludmila z Oujezda, rozená Talemberková. Kříž měl obraz Krista Pána na kříži umírajícího.
- XII. kříž (kaple) zaniklé zastavení. Donátor: Matěj Zdeňkovský, hejtman v Hrádku. Kříž měl obraz Vzkříšení Páně.
- XIII. kříž (kaple) zaniklé zastavení. Donátor: Adam hrabě z Trautmansdorfu. Kříž měl obraz Na nebe vstoupení Páně.
- XIV. kříž (kaple) zaniklé zastavení. Donátor: Jiří Vratislav, hrabě z Protivína, spolu s chotí svou Maxmiliánou rozenou Švihovskou. Kříž měl obraz Seslání Ducha svatého.
- XV. kříž (kaple) zaniklé zastavení. Donátor: Jiří Vratislav, hrabě z Protivína, spolu s chotí svou Maxmiliánou rozenou Švihovskou. Kříž měl obraz Nanebevzetí Panny Marie.
- XVI. kříž (kaple) zaniklé zastavení. Donátor: městská rada v Příbrami. Kříž měl obraz Korunování Panny Marie.

Donátoři jednotlivých kaplí jsou zde uvedeni podle časopisu Svatá Hora.
V Příbrami, na rohu ulic Milínská a Nad Kaňkou je ukotven na starém soklu typově stejný kříž, jaký mají některé výklenkové kaple na stříšce. Ulice Nad Kaňkou pokračuje ulicí Svatohorská alej do kopce k poutnímu areálu na straně Březnické kaple.